# Aerolínea de carga

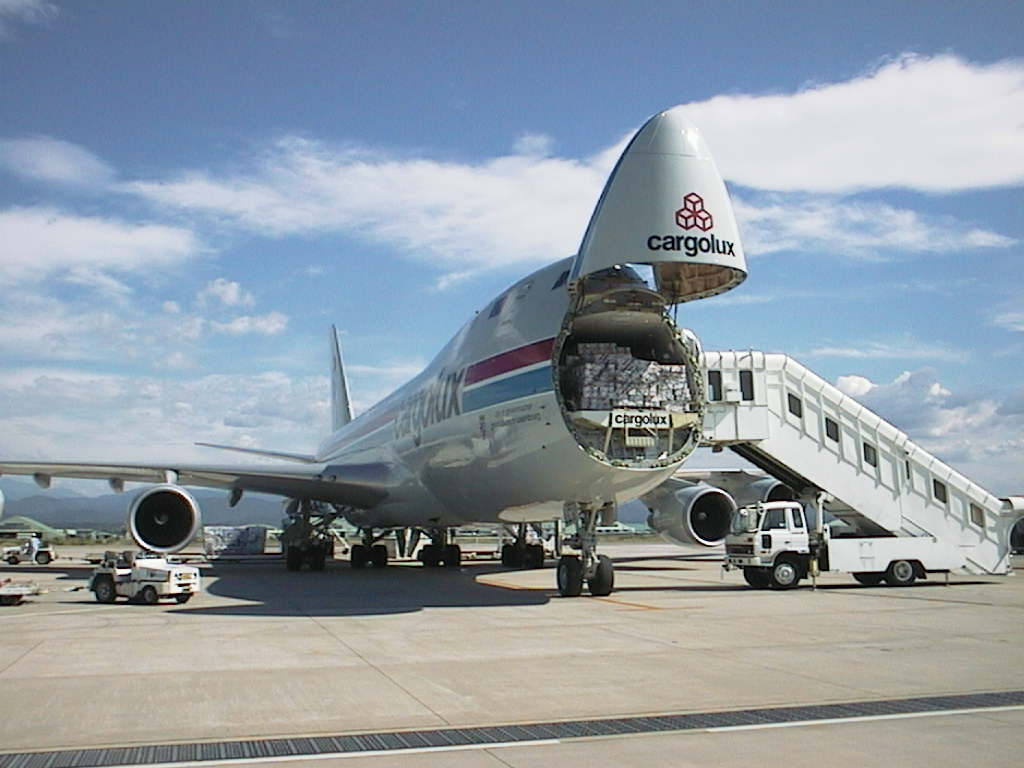
Boeing 747-400F de Cargolux.

Las aerolíneas de carga (o compañías de carga aérea, y las derivaciones de estos nombres) son aerolíneas dedicadas al transporte de carga. Algunas aerolíneas de carga son divisiones o filiales de grandes aerolíneas de pasajeros.

## Logística
El transporte aéreo es un componente vital de muchas redes internacionales de logística, esencial para dirigir y controlar el flujo de bienes, energía, información y otros recursos como productos, servicios, y personas, desde el punto de producción al lugar de venta. Es difícil o prácticamente imposible llevar a cabo cualquier transporte internacional, procesos globales de exportación/importación, reposición internacional de materias primas/productos y su transporte sin un apoyo logístico profesional. Este proceso conlleva la inclusión de información, transporte, inventario, almacenaje, gestión del material y empaquetado. La responsabilidad operativa del sistema logístico en la reposición geográfica de materias primas, el trabajo en proceso y los inventarios finales deben ser siempre efectuados con el menor coste posible.

## Aviones usados

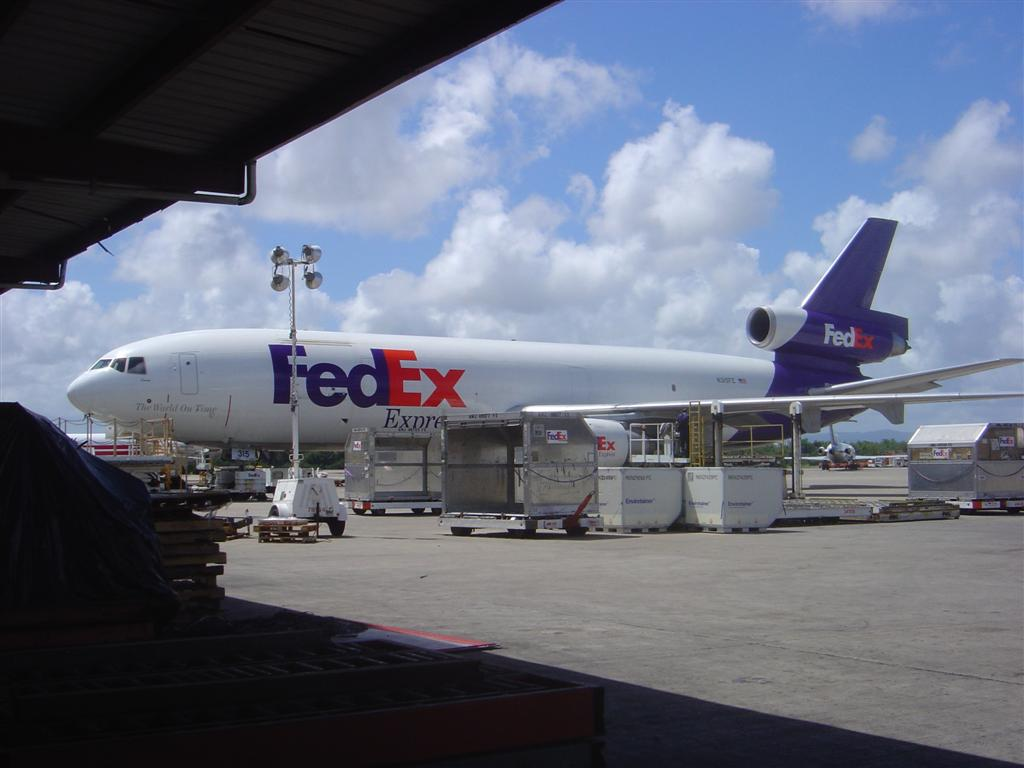
DC-10 de FedEx Express.

Las grandes aerolíneas de carga tienden a usar aviones nuevos o recientemente construidos para transportar su carga, pero muchas otras aerolíneas usan aviones antiguos, como el Boeing 707, el Boeing 727, el Douglas DC-8, el DC-10, el MD-11, el Boeing 747, y el Ilyushin Il-76. Algunos ejemplares de Douglas DC-3 de sesenta años de edad continúan todavía volando alrededor del mundo transportando carga (así como pasajeros). Los aviones turbohélice de corto alcance como el An-12, el An-26, el Fokker Friendship, y el British Aerospace ATP están siendo modificados en la actualidad para poder dar cabida a los pallets estándar de carga aérea y así ampliar su vida útil. Esto normalmente conlleva el reemplazo de las ventanilla por paneles opacos, tel refuerzo del suelo de la cabina y la colocación de una puerta de grandes dimensiones en uno de los laterales del avión.

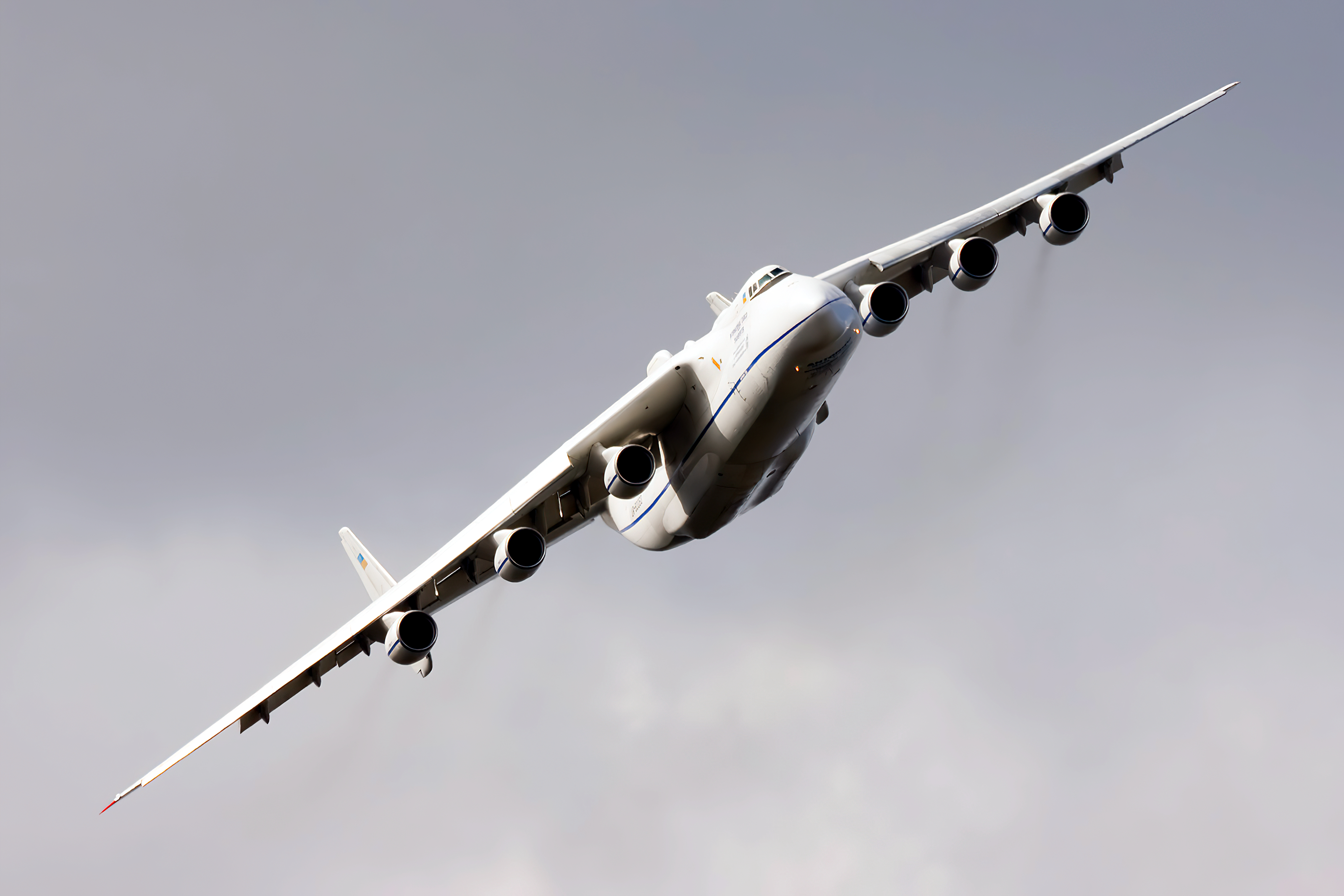
el An-225, el mayor avión del mundo, también era usado por las aerolíneas de carga.

El Antonov An-225 y el Antonov An-124 son los mayores aviones del mundo, usados para el transporte de grandes carga o mercancías de dimensiones excepcionales.
El uso de grandes aviones militares para propósitos comerciales, impulsado por la ucraniana Antonov Airlines en los noventa, ha posibilitado la aparición de nuevos tipos de carga en el transporte aéreo.
Algunas aerolíneas de carga también transportan pasajeros en sus vuelos de vez en cuando, del mismo modo que UPS intentó sin suerte crear una división de aerolínea chárter.

## Aerolíneas de carga más importantes

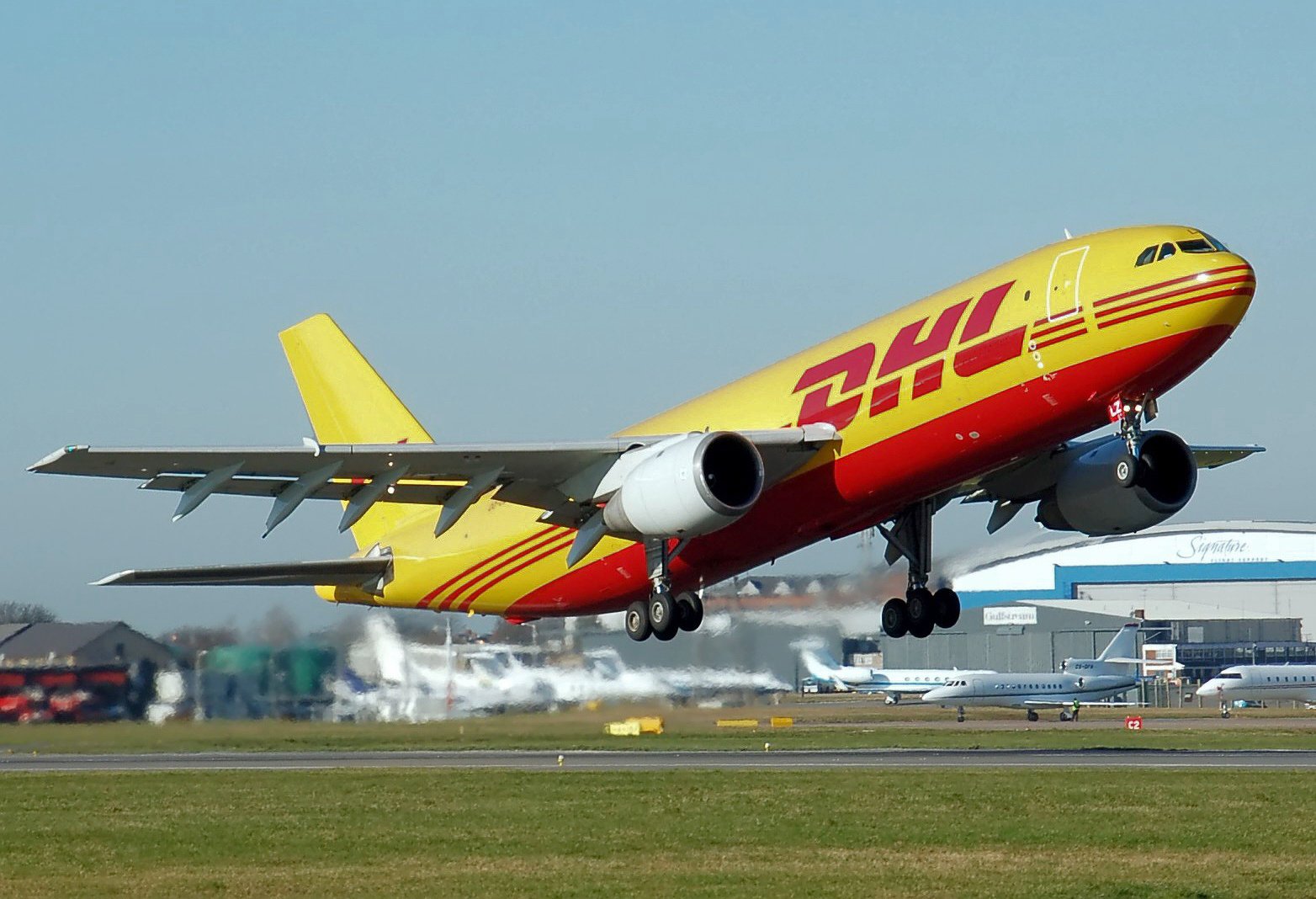
Airbus A300B4F de European Air Transport Leipzig (EAT Leipzig). EAT-LEJ es una filial de DHL Aviation, una de las mayores compañías aéreas de carga del mundo.

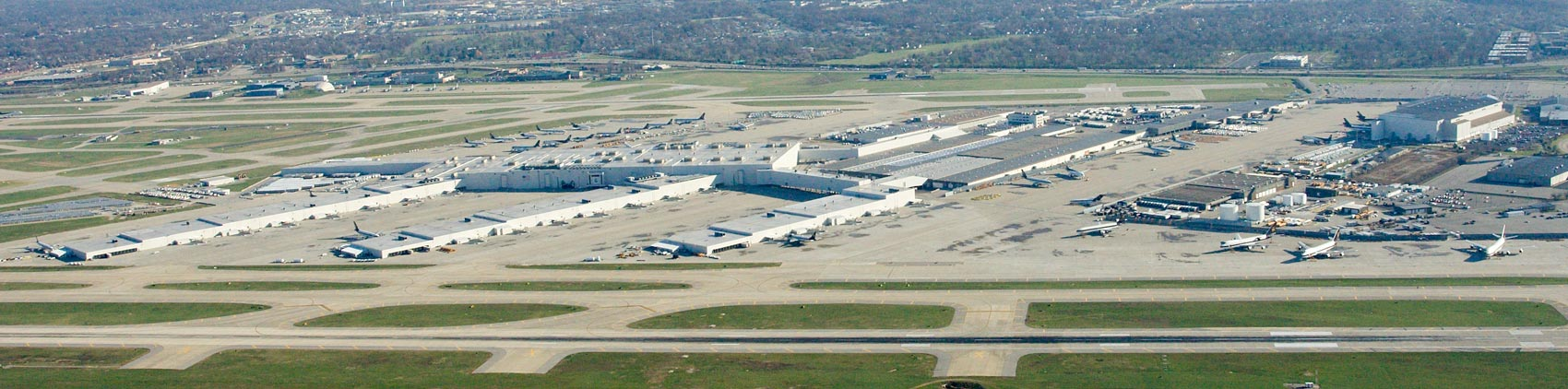
Worldport Air Hub de UPS en el Aeropuerto Internacional de Louisville.

### Dedicación exclusiva a carga
- ABX Air
- AeroLogic
- AerCaribe
- Aeromodal Cargolifter
- Aerosucre
- Air Bridge Cargo
- Air Hong Kong
- Air Transport International
- Airnet Express
- Alaska Central Express
- Amerijet International
- Antonov Airlines
- Apex Logistics
- Atlas Air
- ATRAN Cargo Airlines
- Australian Air Express
- Blue Dart Aviation
- Burlington Air Express
- CAL Cargo Air Lines
- Capital Cargo International Airlines
- Cargo 360
- Cargojet Airways
- Cargolux
- Challenger Air Cargo
- China Cargo Airline
- Cielos Airlines
- DAS Air Cargo
- Emerald Air
- European Air Transport Leipzig (marcado como "DHL")
- Evergreen International Airlines
- EVA Air Cargo
- FedEx Express
- First Flight
- Freight India Logistics Pvt Ltd
- Gemini Air Cargo
- World Airways
- Great Wall Airlines
- Heavylift Cargo Airlines
- JetSet Service Airlines
- K-Mile Air
- Kalitta Air
- Kelowna Flightcraft Air Charter (on behalf of Purolator)
- Kitty Hawk Aircargo
- LATAM Cargo Brasil
- LATAM Cargo Colombia
- Maximus Air Cargo
- Millennium Air Xpress
- MNG Airlines
- Murray Air (National Air Cargo Group)
- National Airlines (5M)
- Nippon Cargo Airlines
- Polar Air Cargo
- Polet Airlines
- Qantas Freight
- RAF-Avia
- Seaboard World Airlines
- Silk Way Airlines
- Sky Capital Airlines
- Southern Air
- Sundt Atlanta Skybridge
- Swiftair
- Swiftport
- Tampa Cargo
- TCS Courier
- TNT
- Tol Air
- Tri-MG Intra Asia Airlines
- Turkish Cargo
- UPS Airlines
- Varig Log
- Volga-Dnepr

### Filial de dedicación exclusiva de carga
- Aeromexpress
- Air India Cargo
- Air France Cargo
- Alaska Air Cargo
- Alitalia Cargo
- Asiana Cargo
- Avianca Cargo
- British Airways World Cargo
- Cathay Pacific Cargo

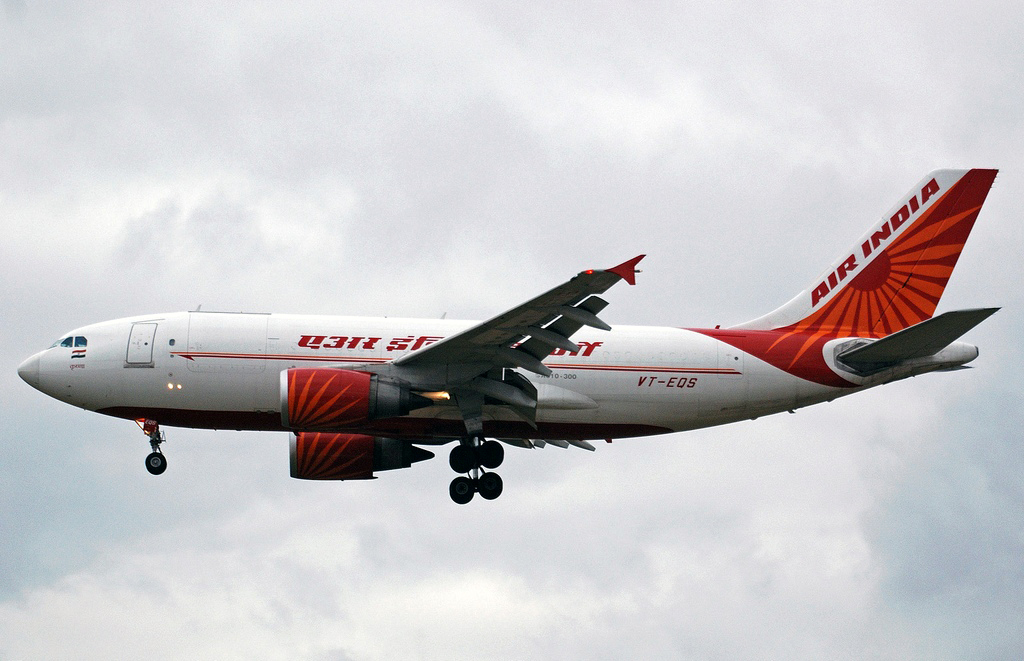
Avión de Air India Cargo.

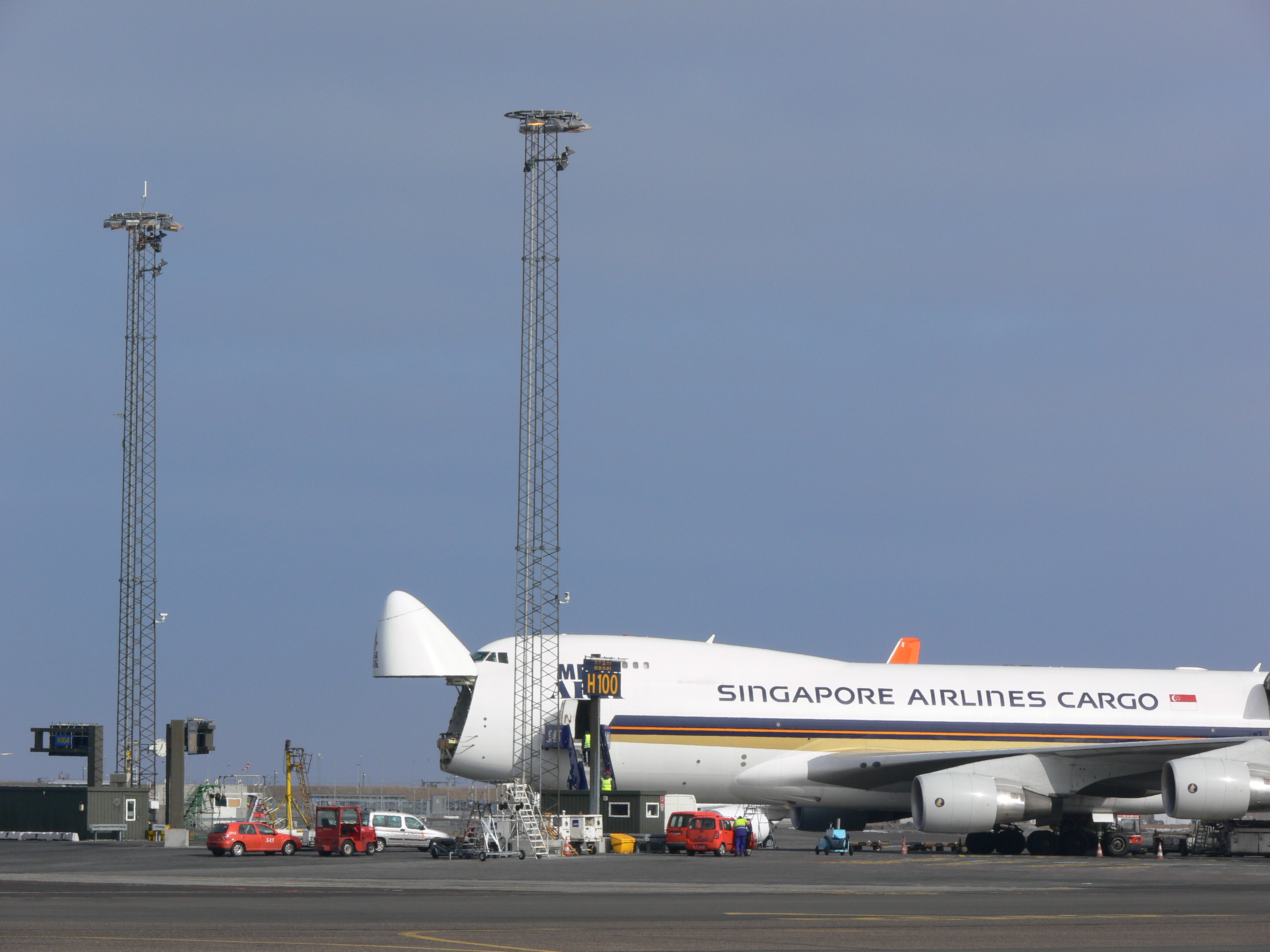
Cargando un Boeing 747 de Singapore Airlines Cargo desde el frontal.

- Delta Cargo-Delta  operó aviones Hercules en rutas solamente de carga durante los setenta
- EL AL Israel Cargo
- Emirates SkyCargo
- Iberia Cargo
- Icelandair Cargo
- KLM Cargo
- LATAM Cargo
- Lufthansa Cargo
- MASkargo
- Martinair Cargo
- Northwest Cargo
- SAS Cargo Group
- Saudi Arabian Airlines Cargo
- Singapore Airlines Cargo
- SriLankan Cargo
- Virgin Atlantic Cargo
- Swiss WorldCargo
- World Airways Cargo
- Qatar Airways Cargo
- Royal Jordanian Cargo

### Entidad no separada
- China Airlines
- Iran Air Cargo
- Japan Airlines (JALCARGO)

## Aerolíneas que cesaron sus operaciones
China
- Jade Cargo International (2004-2012)

 Estados Unidos
- Flying Tiger Line (1945-1989)
- Emery Worldwide (1946-2001)
- Fine Air (1989-2002)

 Zimbabue
- Avient Aviation (1993-2013)

## Mayores transportistas de carga del mundo por flujo de carga regular tonelada-kilómetro

### Total de flujo de carga regular tonelada-kilómetro en 2004
1. FedEx Express 14,579 millones
2. Korean Air 8,264 millones
3. Lufthansa Cargo 8,040 millones
4. United Parcel Service 7,353 millones
5. Singapore Airlines Cargo 7,143 millones
6. Cathay Pacific 5,876 millones
7. China Airlines 5,642 millones
8. Eva Airways 5,477 millones
9. Air France 5,388 millones
10. Japan Airlines 4,924 millones

### Flujo de carga regular internacional tonelada-kilómetro en 2004
1. Korean Air 8,164 millones
2. Lufthansa Cargo 8,028 millones
3. Singapore Airlines Cargo 7,143 millones
4. Cathay Pacific 5,876 millones
5. China Airlines 5,642 millones
6. FedEx Express 5,595 millones
7. Eva Airways 5,477 millones
8. Air France 5,384 millones
9. British Airways 4,771 millones
10. Cargolux 4,670 millones

### Flujo de carga regular doméstica tonelada-kilómetro en 2004
1. FedEx Express 8,984 millones
2. United Parcel Service 4,260 millones
3. Northwest Airlines 0,949 millones
4. China Southern Airlines 0,860 millones
5. American Airlines 0,576 millones
6. Delta Air Lines 0,557 millones
7. Air China 0,531 millones
8. United Airlines 0,525 millones
9. Cargojet Airways 0,517 millones
10. China Eastern Airlines 0,458 millones

Fuente de los datos de 2004: IATA. Solo incluye datos de las aerolíneas miembro.